# John Mason Neale
John Mason Neale (24 de enero de 1818 - 6 de agosto de 1866) fue un sacerdote anglicano nacido en Londres, Inglaterra (Reino Unido), erudito y compositor de himnos. Trabajó y escribió sobre una amplia gama de textos sagrados cristianos, incluidos himnos medievales complejos, tanto occidentales como orientales. Entre sus himnos más famosos está el Buen Rey Wenceslao de 1853, ambientado en el día 26 de diciembre, día de San Esteban. Como anglo-católico, las obras de Neale han encontrado una recepción positiva en el anglicanismo de la Iglesia alta y la Ortodoxia de rito occidental .

## Vida
Neale nació en Londres el 24 de enero de 1818, hijo del clérigo Cornelius Neale y Susanna Neale, hija de John Mason Good. Su hermana menor, Elizabeth Neale (1822–1901), fundó la Community of the Holy Cross, en español: la Comunidad de la Santa Cruz. Fue educado en la Sherborne School, de Dorset, y en el Trinity College (Cambridge), donde, a pesar de que se decía que era el mejor erudito clásico de su año, su falta de habilidad en matemáticas le impidió obtener una licenciatura con mención honorífica. Neale recibió su nombre del clérigo puritano y escritor de himnos John Mason (1645-1694), de quien era descendiente su madre Susanna.
A la edad de 22 años, Neale era capellán del Downing College, Cambridge . En Cambridge se vio afectado por el Movimiento de Oxford y, particularmente interesado en la arquitectura de la iglesia, ayudó a fundar la Cambridge Camden Society (más tarde conocida como Ecclesiological Society). La sociedad abogaba por harcer hincapié en el ritual y por una decoración más religiosa en las iglesias y estuvo estrechamente asociada con el Renacimiento gótico. El primer discurso de Neale se hizo público el 22 de noviembre de 1841 y fue ordenado en 1842. Fue párroco durante un breve tiempo en Crawley en Sussex, pero se vio obligado a renunciar debido a una enfermedad pulmonar crónica. El invierno siguiente vivió en las Islas Madeira, donde pudo investigar para su obra Historia de la Iglesia Oriental . En 1846 se convirtió en coadjutor del Sackville College, una casa de beneficencia en East Grinstead, cargo que ocupó hasta su muerte.
En 1854, Neale cofundó la Sociedad de Santa Margarita, una orden de mujeres en la Iglesia de Inglaterra dedicada a cuidar a los enfermos. Muchos protestantes de la época eran recelosos de la restauración de las órdenes religiosas anglicanas, por lo que en 1857, Neale fue atacado y herido en el funeral de una de las Hermanas, donde las multitudes amenazaron con apedrearlo o incluso quemar su casa. No recibió honores ni promociones o ascensos en Inglaterra, y su doctorado fue otorgado por el Trinity College (Connecticut) .
También fue el principal fundador de la Asociación de Iglesias Anglicanas y Orientales, una organización religiosa fundada como Unión de Iglesias Anglicanas y Ortodoxas Orientales en 1864. Un resultado de esta organización fueron los Himnos de la Iglesia Oriental, editados por John Mason Neale y publicados en 1865.
Neale era un enérgico simpatizante de la Iglesia alta y tuvo que soportar una gran oposición, incluida una inhibición de catorce años por parte de su obispo. Neale tradujo las liturgias orientales al inglés y escribió un comentario místico y devocional sobre los Salmos. Sin embargo, es más conocido como compositor de himnos y, especialmente, traductor, habiendo enriquecido la himnología inglesa con muchos himnos antiguos y medievales traducidos del latín y el griego. Por ejemplo, la melodía usada como villancico del Buen Rey Wenceslao tiene su origen en el poema primaveral medieval latino, Tempus adest floridum. Más que nadie, hizo que las congregaciones de habla inglesa tomaran conciencia de la tradición centenaria de los himnos en latín, griego, ruso y sirio. La edición de 1875 de Hymns Ancient and Modern contiene 58 de sus himnos traducidos; La obra, The English Hymnal (1906) contiene 63 de sus himnos traducidos y seis himnos originales de Neale.
Entre sus traducciones se incluyen:
- "All Glory, Laud and Honour"
- "A Great and Mighty Wonder"
- "O Blest Creator of the Light"
- "O come, O come, Emmanuel"
- "Of the Father's Heart Begotten"
- "Sing, My Tongue, the Glorious Battle"
- "To Thee Before the Close of Day"
- "Ye Sons and Daughters of the King"

## Muerte y legado
Neale falleció el día 6 de agosto de 1866, día de la Transfiguración, motivo por el que la Comunión anglicana lo conmemora el día siguiente, el día 7 de agosto. Neale es venerado tanto en la Iglesia de Inglaterra como en la Iglesia Episcopal (Estados Unidos) ese día.
Neale y Catherine Winkworth son venerados de forma conjunta el día 1 de julio según el Calendario de los Santos de la Iglesia evangélica luterana en América, ya que es el día del aniversario de la muerte de Catherine Winkworth. Neale fue enterrado en el cementerio de la iglesia de St. Swithun, en East Grinstead.

## Obras

### Sermones
- Sermons for the Black Letter Days (1868)
- Sermons for Children (1869)
- Sermons Preached in a Religious House (1869), volume one
- Sermons on the Blessed Sacrament (1870)
- Sermons on the Passages of the Psalms (1871)
- Three Groups of Sermons (1871)
- Occasional Sermons (1873)
- Sermons for the Church Year (1876) volume one
- Sermons Preached in Sackville College Chapel (1895) 
  - Vol. IV. Minor Festivals of the Church      of England
- Sermons on Passages from the Prophets (1895), volume one

### Himnos y villancicos
El legado más perdurable y conocido de las obras de Neale es probablemente su contribución al repertorio de Navidad, donde lo más notable es:
- Good Christian Men, Rejoice, (Villancico)
- Good King Wenceslas, Su original y legendario villancico del día de San Esteban.
- O come, O come, Emmanuel, Un himno de Adviento traducido de: "O Antiphons" para la semana anterior a Navidad.

John Mason Neale también escribió el himno:
- A Great and Mighty Wonder, traducido del griego de la versión de San Germano, aunque Neale lo atribuyó de manera incorrecta a San Anatolio.

### Libros de himnos
- Hymni ecclesiae e breviariis: quibusdam et missalibus gallicanis, germanis, hispanis, lusitanis (1851)
- Hymnal Noted (Novello, Ewer and Company, 1851)
- Accompanying Harmonies to The Hymnal Noted by John Mason Neale and Thomas Helmore, publicado bajo la sanción de la Ecclesiological society por Ewer Novello (1852)
- Sequentiae ex missalibus: Germanicis, Anglicis, Gallicis, Aliisque medii aevi, collectae (1852)
- Mediaeval Hymns and Sequences,1862 Edición recopilada por Neale.
- Seatonian poems (1864)
- Hymns of the Eastern Church, translated with Notes and an Introduction 1870 Edición recopilada por Neale.

### Libros históricos y teológicos
- A History of the Holy Eastern Church (1847)
- An Introduction to the History of the Holy Eastern Church (1850, 2 vols)
- A short commentary on the Hymnal noted; from ancient sources (1852)
- The Bible, and the Bible only, the religion of protestants, a lecture (1852)
- The ancient liturgies of the Gallican Church: now first collected, with an introductory dissertation, notes, and various readings, together with parallel passages from the Roman, Ambrosian, and Mozarabic rites (1855)
- Mediæval preachers and mediæval preaching (1856)
- A history of the  so-called Jansenist church of Holland; with a sketch of its earlier annals, and some account of the Brothers of the common life (1858)
- Voices from the East, documents on the present state and working of the Oriental Church (1859)
- Essays on Liturgiology and Church History (1863)
- A commentary on the Psalms by John Mason Neale and Richard Frederick Littledale (1868)
- A History of the  Holy Eastern Church (1873)
- A Commentary on the  Psalms: From Primitive and Mediaeval Writers by John Mason Neale and Richard Frederick Littledale (1874)

### Libros relacionados con la Sociedad Camden de Cambridge
- The history of pews: a paper read before the Cambridge Camden Society on Monday, November 22,     1841: with an appendix containing a report presented to the Society on the statistics of pews, on Monday, December 7, 1841 (1841)
- A few words to churchwardens on churches and church ornaments (1842)
- The symbolism of churches and church ornaments: a translation of the first book of the     Rationale divinorum officiorum (1843)  by John Mason Neale and Benjamin Webb

### Novelas
- Theodora Phranza; or, the Fall of Constantinople (1857)

### Poesía
- Edom: A Seatonian Poem (1849)
- Sinai: A Seatonian Prize Poem (1857)
- Ruth: A Seatonian Poem (1860)
- Seatonian Poems (1864)